# Оссолинский, Ежи
Князь Ежи Оссолинский, также Юрий Оссоли́нский (пол. Jerzy Ossoliński, 15 декабря 1595, Сандомир — 9 августа 1650, Варшава) — польский государственный деятель и дипломат. Подстолий великий коронный (1630), маршалок сейма (1631), староста быдгощский (с 1633 года), подскарбий великий коронный (1633), воевода сандомирский (с 1636 года), подканцлер коронный (1639—1643), канцлер великий коронный (1643—1650).

## Биография
Представитель польского шляхетского рода Оссолинских герба «Топор». Единственный сын воеводы подляшского и сандомирского Яна Збигнева Оссолинского (ок. 1555—1623) от второго брака с Анной Фирлей (ум. 1600). Старшие сводные братья — воевода сандомирский Кшиштоф Оссолинский (1587—1645) и подскарбий надворный коронный Максимилиан Оссолинский (1588—1655).
Восемь лет провел в различных заграничных университетах. Сигизмунд III отправил его к английскому королю Иакову I, чтобы склонить его к содействию в предстоявшей войне с турками.
Владислав IV посвящал его в самые тайные свои планы. Все приготовления к новой (несостоявшейся) турецкой войне, наполнявшие почти все правление Владислава IV, ведены были Оссолинским. В 1633 году он был послан в Рим к папе Урбану VIII; оттуда заехал в Венецию для заключения торгового трактата и для переговоров о борьбе с турками. На обратном пути Оссолинский посетил с той же целью Вену, где получил от императора Фердинанда II княжеский титул.
В 1643 году назначен канцлером коронным. Сейм 1646 году, на котором шляхта оказала упорное противодействие проекту войны с Турцией, разбил все планы короля и все приготовления Оссолинского. В эпоху бескоролевья, когда казаки громили один за другим польские отряды, Оссолинский выступил представителем примирительной политики. Стараясь ускорить избрание короля, он ратовал за Яна-Казимира.
Последний следовал вообще его советам и старался поддерживать его политику. В 1649 году ему удалось разрушить союз казаков с татарами и заключить мир с ханом крымским. Главнейшим злом политического строя Польши Оссолинский считал слишком большое развитие прав шляхты в ущерб власти короля; его усилия были направлены к усилению короны. Шляхта ненавидела его и старалась досаждать ему даже в мелочах: сейм 1638 года запретил ему носить княжеский титул, как полученный за границей, и даже издал общий запретительный закон в этом смысле.
В день смерти Оссолинского циркулировало двустишие:
```
«Bardzo wszyscy źaluja źejscia męźa tego
Dla tego, źe tak późno padi ten los na niego»
```

(«Все жалеют по поводу смерти этого человека — жалеют, что смерть пришла к нему так поздно»).
Сочинения Оссолинского: «De optimo statu reipublicae» (1614), «Questiones morales» (Падуя, 1615), «Mercurius Sarmaticus» (Данциг, 1645). Его автобиография напечатана в «Sprawozd. Zakl. Ossol.»

## Образ Ежи Оссолинского в кино
- «Огнём и мечом» / «Ogniem i mieczem» (1999; Польша) режиссёр — Ежи Гоффмана, в роли Оссолинского — Кшиштоф Гоштыла.